# Gustave Olivier Lannes de Montebello
Gustave Olivier Lannes, baron de Montebello (kaldte sig selv greve af Montebello) (født 4. december 1804 i Paris, død 29. august 1875 på Château de Blosseville, Pennedepie) var en fransk officer og politiker. Han var broder til Louis Napoléon Lannes.
Han var søn af Jean Lannes, indtrådte 1830 som frivillig i et rytterregiment for at deltage i toget mod Algier. Han tjente her i ti år og blev eskadronschef, 1847 oberst og 1851 adjudant hos prinspræsidenten Louis Napoleon. Han medvirkede ved statskuppet og blev til løn brigade- og 1855 divisionsgeneral. Han førte 1862-65 kommandoen over de franske tropper i Rom og blev 1867 senator. 
Han fik den 9. marts 1810 patent som Baron de Montebello et de l'Empire. Siden anvendte han grevetitlen.